# شاتو-گونتیه
شاتو-گونتیه (به فرانسوی: Château-Gontier) یک کمون در فرانسه است که در Canton of Château-Gontier-Est واقع شده‌است.

## خصوصیات
شاتو-گونتیه ۲۷٫۸۸ کیلومترمربع مساحت و ۱۱٬۰۲۵ نفر جمعیت دارد و ۸۳ متر بالاتر از سطح دریا واقع شده‌است.

## خواهرخوانده
شهرهای موهاردت، Gmina Rabka-Zdrój، فروم، سامرست و Rabka-Zdrój خواهرخوانده‌های شاتو-گونتیه هستند.